# 암 후성유전학
암 후성유전학(Cancer epigenetics)은 뉴클레오티드 서열의 변화를 수반하지 않는 대신 유전자 코드가 표현되는 방식의 변화를 수반하는 암세포의 DNA에 대한 후생유전학적 변형에 대한 연구이다. 후생유전학적 기전은 조직 특이적 유전자 발현의 정상적인 순서를 유지하는 데 필요하며 정상적인 발달에 중요하다. 세포가 암으로 변형되는 유전적 돌연변이보다 더 중요하지는 않더라도 똑같이 중요할 수 있다. 암에서 후생유전학적 과정의 교란은 유전자 발현의 손실을 초래할 수 있다. 후생유전적 변형을 조작하는 일에는 암 예방, 발견 및 치료에 큰 가능성이 있다고 보고 있다. 후성유전학적 영향을 미치는 몇 가지 약물이 있으며 여러 질병에 사용되고 있다.

## 메커니즘

### DNA 메틸화

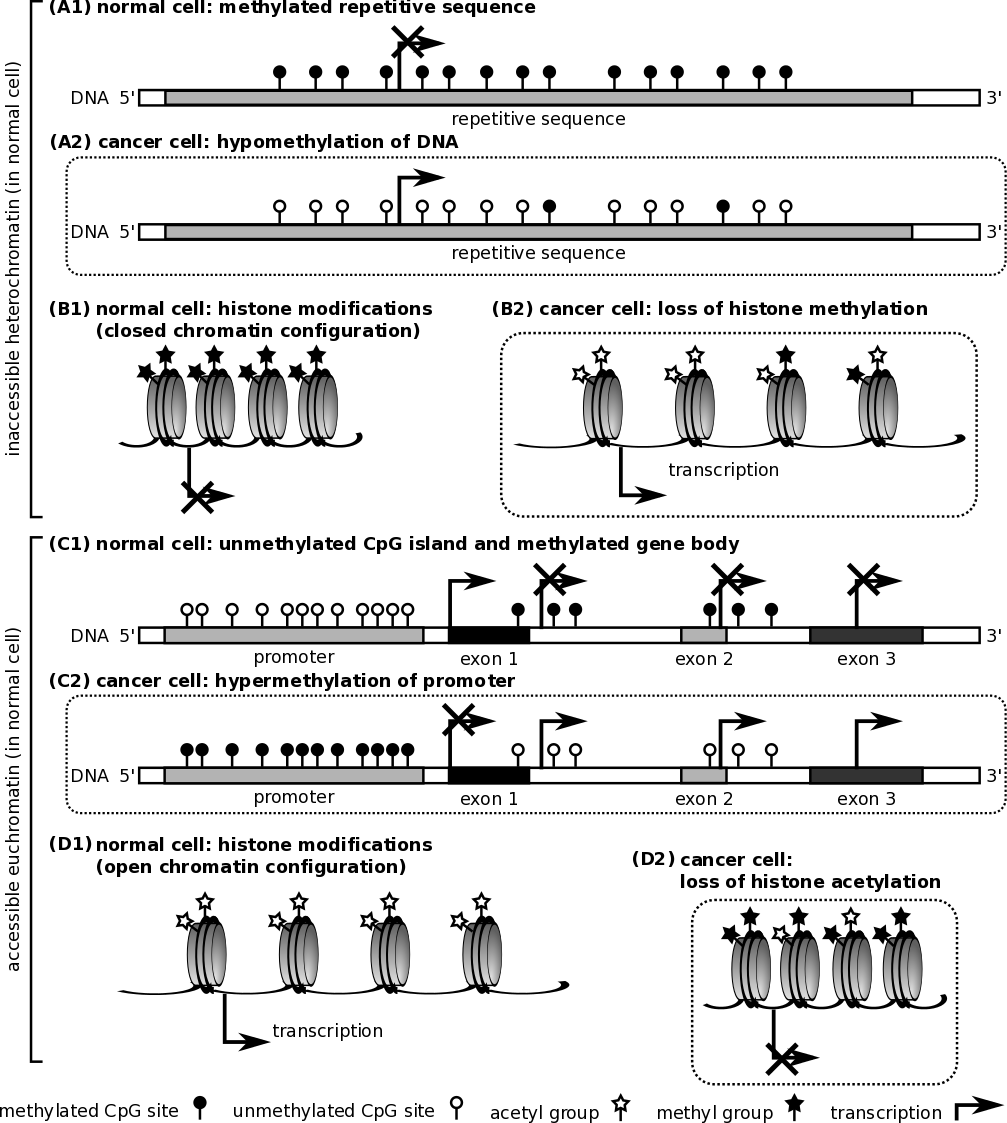
정상세포 및 암세포에서 나타나는 후생유전학적 패턴

암이 진행될 때 나타나는 후생유전학적 변화

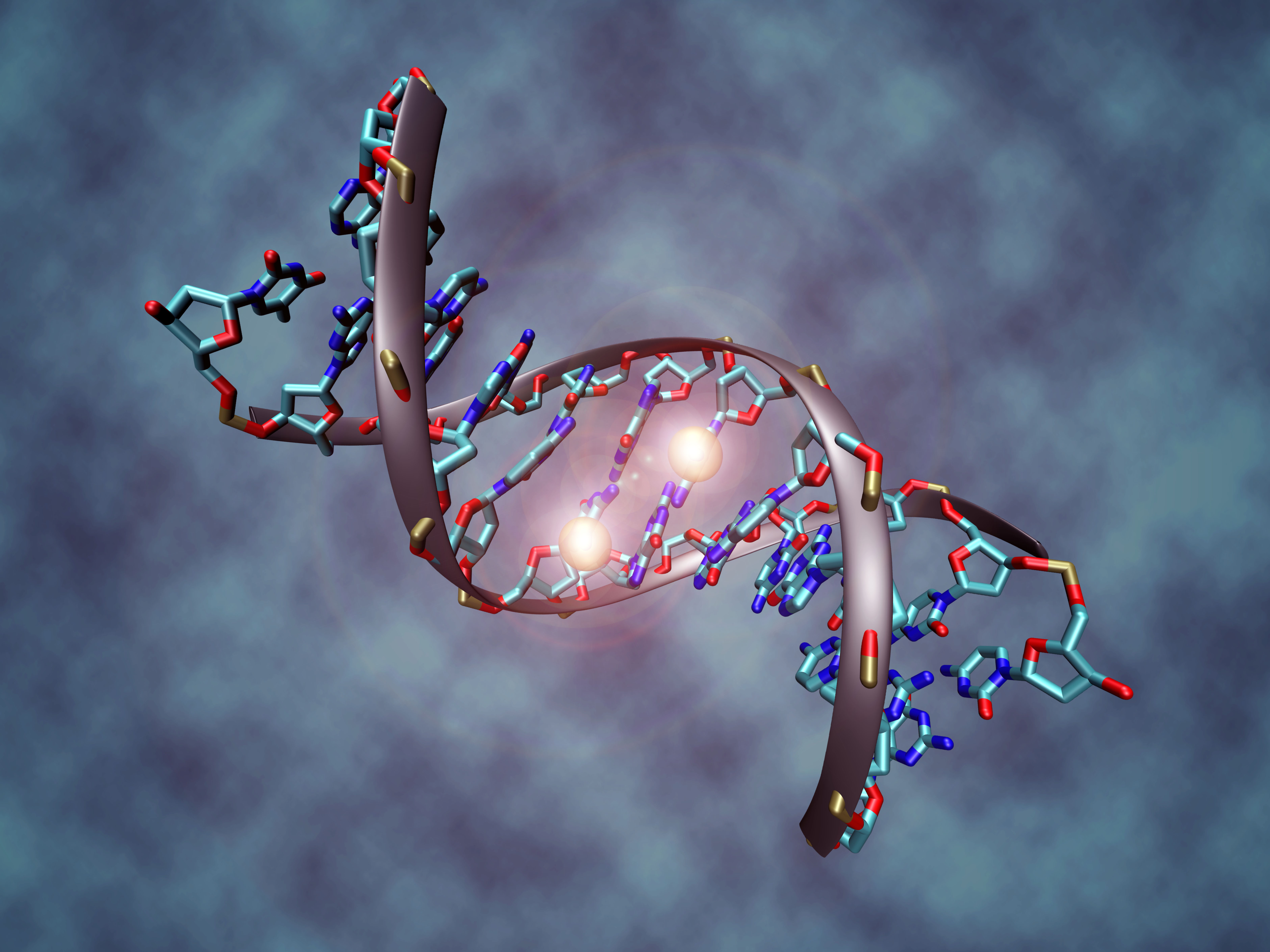
두 개의 시토신이 메틸화된 DNA 분자 절편

체세포에서 DNA 메틸화 패턴은 대개 매우 높은 정확도로 딸세포로 전달된다. 일반적으로 이러한 메틸화는 고등 진핵생물의 CpG 디뉴클레오티드에서 구아노신의 5'에 위치한 시토신에서만 발생한다. 그러나 후생적 DNA 메틸화는 인간의 정상 세포와 종양 세포 간에 다르게 나타난다. "정상적인" CpG 메틸화 양상은 종양을 유발하는 세포에서 종종 역전된다. 정상 세포에서 유전자 프로모터 앞의 CpG 섬은 일반적으로 메틸화되지 않고 전사 활성을 갖는 경향이 있는 반면, 게놈 전체의 다른 개별 CpG 디뉴클레오티드는 메틸화되는 경향이 있다. 그러나 암세포에서는 종양 억제 유전자 프로모터 앞에 있는 CpG 섬이 종종 과메틸화되는 반면, 종양 유전자 프로모터 영역과 기생 반복 서열의 CpG 메틸화는 종종 감소한다.
종양 억제 유전자의 프로모터 영역 과메틸화는 해당 유전자 침묵(silencing)을 초래할 수 있다. 이러한 유형의 후생유전학적 돌연변이는 세포가 통제할 수 없을 정도로 성장하고 재생산되도록 하여 종양 형성을 유발한다. 시토신에 메틸기가 추가되면 DNA가 히스톤 단백질 주위에 단단히 감겨 전사를 겪을 수 없는 DNA(전사 침묵 DNA)가 생성된다. 프로모터의 과메틸화로 인해 전사적으로 침묵되는 것으로, 흔히 발견되는 유전자에는 다음이 포함된다: 세포 주기 억제제인 사이클린 의존성 카이네이스(CDK) 억제제 p16; DNA 복구 유전자인 MGMT; 세포 주기 조절제인 APC; DNA 복구 유전자인 MLH1; 그리고 또 다른 DNA 복구 유전자인 BRCA1이 있다. 실제로, 암세포는 일부 주요 종양 억제 유전자의 프로모터 과메틸화로 인해 전사 침묵에 의존적일 수 있다. 이 과정은 후생유전학적 중독으로 알려져 있다.
게놈의 다른 부분에서 CpG 디뉴클레오티드의 저메틸화는 유전자 각인 손실 및 전이 요소의 재활성화와 같은 메커니즘으로 염색체 불안정성을 초래한다. 인슐린 유사 성장 인자 유전자(IGF2)의 각인 상실은 대장암 위험을 증가시키고 신생아 암 위험을 크게 증가시키는 Beckwith-Wiedemann 증후군과 관련이 있다. 건강한 세포에서는 더 낮은 밀도의 CpG 디뉴클레오티드가 암호화 및 비암호화된 유전자간 영역에서 발견된다. 일부 반복 서열의 발현과 동원체에서의 감수분열 재조합은 메틸화를 통해 억제된다.
암세포의 전체 게놈에는 건강한 세포의 게놈보다 훨씬 적은 양의 메틸시토신이 포함되어 있다. 실제로 암세포 게놈은 게놈 전반에 걸쳐 개별 CpG 디뉴클레오티드의 메틸화가 20~50% 적다. 프로모터 영역에서 발견되는 CpG 섬은 일반적으로 DNA 메틸화로부터 보호된다. 암세포에서 CpG 섬은 저메틸화되어 있다. CpG 섬 해안이라고 불리는 CpG 섬 옆 지역은 CpG 디뉴클레오티드 환경에서 대부분의 DNA 메틸화가 일어나는 곳이다. 암세포는 CpG 섬 해안(CpG island shore)에서 차별적으로 메틸화된다. 암세포에서 CpG 섬 해안의 과메틸화는 CpG 섬으로 이동하기도 하고, CpG 섬의 저메틸화는 CpG 섬 해안으로 이동하여 이러한 유전적 요소 사이의 날카로운 후생유전학적 경계를 제거하기도 한다. 암세포에서 DNA 메틸트랜스퍼레이스(DNMT)의 파괴로 인한 "전역적 저메틸화"는 유사분열 재조합 및 염색체 재배열을 촉진할 수 있으며, 유사분열 중에 염색체가 적절하게 분리되지 않을 때 결국에는 이수성을 초래할 수 있다.
CpG 섬 메틸화는 유전자 발현 조절에 중요하지만, 시토신 메틸화는 불안정한 유전적 돌연변이와 전암성 세포 상태를 직접적으로 초래할 수 있다. 메틸화된 시토신은 아민 그룹의 가수분해와 티민으로의 자발적인 전환을 더욱 유리하게 만든다. 이는 염색질 단백질의 비정상적인 응집을 유발할 수 있다. 시토신 메틸화는 뉴클레오티드 염기의 자외선 흡수량을 변화시켜 피리미딘 이량체를 생성한다. 돌연변이로 인해 종양 억제 유전자 부위에서 이형접합성이 상실되면 이들 유전자가 비활성화될 수 있다. 또한, 복제 중 단일 염기쌍 돌연변이가 해로운 영향을 미칠 수 있다.

### 히스톤 변형
진핵생물의 DNA는 복잡한 구조를 가지고 있다. 일반적으로 히스톤이라는 특수 단백질을 감싸서 뉴클레오솜이라는 구조를 형성한다. 뉴클레오솜은 H2A, H2B, H3, H4의 4개 히스톤으로 구성된 2세트로 구성된다. 또한, 히스톤 H1은 뉴클레오솜 외부의 DNA 포장에 기여한다. 특정 히스톤 변형 효소는 히스톤에 작용기를 추가하거나 제거할 수 있으며, 이러한 변형은 히스톤을 둘러싸는 유전자의 전사 수준과 DNA 복제 수준에 영향을 미친다. 건강한 세포와 암세포의 히스톤 변형 프로필은 서로 다른 경향이 있다.
건강한 세포와 비교하여, 암세포는 히스톤 H4의 모노아세틸화 및 트리메틸화 형태가 감소한다(H4ac 및 H4me3 감소). 또한, 쥐 모델은 p19ARF 프로모터의 히스톤 H4R3 비대칭 디메틸화(H4R3me2a)의 감소가 보다 진행된 종양 형성 및 전이 사례와 상관관계가 있음을 보여주었다. 쥐 모델에서는 종양이 계속 성장함에 따라 히스톤 H4 아세틸화 및 트리메틸화의 손실이 증가한다. 텔로미어의 노화의 표시인 히스톤 H4 라이신 16 아세틸화(H4K16ac)의 손실은 특히 아세틸화의 손실로 나타난다. 일부 과학자들은 히스톤 아세틸화의 이러한 특별한 손실이 H4K16에 특이적인 HDAC인 SIRT1에 특이적인 히스톤 탈아세틸화효소(HDAC) 억제제와 맞서 싸울 수 있기를 바라고 있다.
종양 형성과 관련된 다른 히스톤 표지에는 히스톤 H3 및 H4의 탈아세틸화 증가(아세틸화 감소), 히스톤 H3 리신 4(H3K4me3)의 삼메틸화 감소, 히스톤 H3 리신 9(H3K9me)의 모노메틸화 증가 및 히스톤 H3 리신 27(H3K27me3)의 삼메틸화 증가가 포함된다. 이러한 히스톤 변형은 유전자의 CpG 섬의 메틸화의 감소(일반적으로 유전자를 활성화하는 경향이 있다)에도 불구하고 종양 억제 유전자를 침묵시킬 수 있다.
일부 연구에서는 아세틸화 히스톤에 대한 BRD4의 작용을 차단하는 데 초점을 맞췄는데, 이는 여러 암과 관련된 Myc 단백질의 발현을 증가시키는 것으로 나타났다. BRD4에 결합하는 약물의 개발 과정은 팀이 취하고 있는 협력적이고 개방적인 접근 방식으로 인해 주목할 만하다.
종양 억제 유전자 p53은 DNA 복구를 조절하고 조절 장애가 있는 세포에서 세포사멸을 유도할 수 있다. E Soto-Reyes와 F Recillas-Targa는 p53 발현 조절에서 CTCF 단백질의 중요성을 설명했다. CTCF 또는 CCCTC 결합 인자는 p53 프로모터가 억제성 히스톤 표시를 축적하지 못하도록 보호하는 아연집게(zinc finger) 단백질이다. 특정 유형의 암세포에서는 CTCF 단백질이 정상적으로 결합하지 못하고, p53 프로모터가 억제성 히스톤 표지를 축적하여 p53 발현이 감소하게 된다.
후생유전학적 기구 자체의 돌연변이도 발생할 수 있으며, 이는 잠재적으로 암세포의 후성유전학적 변화의 원인이 될 수 있다. H2A 계열의 히스톤 변종은 포유류에서 고도로 보존되어 있으며, 염색질 구조를 변경하여 핵에서 일어나는 많은 과정을 조절하는데 중요한 역할을 한다. 주요 H2A 변종 중 하나인 H2A.X는 DNA 손상을 표시하여 DNA 복구 단백질의 모집을 촉진하여 게놈의 정확도를 높인다. 또 다른 변종인 H2A.Z는 유전자 활성화와 억제 모두에서 중요한 역할을 한다. 높은 수준의 H2A.Z 발현은 많은 암에서 검출되며 세포 증식 및 게놈 불안정성과 유의미한 연관이 있다. 히스톤 변이체 macroH2A1은 간세포암종과 같은 다양한 유형의 암 발병에 중요하다. 다른 메커니즘으로는 HAT(히스톤 아세틸트랜스퍼레이스) 활성 감소 또는 SIRT1에 의한 탈아세틸화 증가로 인해 H4K16ac 감소가 발생할 수 있다. 마찬가지로, 많은 히스톤-꼬리 라이신에 작용하는 히스톤 데아세틸레이스인 HDAC2를 비활성화하는 틀이동(frameshift) 돌연변이는 히스톤 아세틸화 양상이 변한 종양과 관련이 있다. 이러한 발견은 효소 억제 또는 강화를 통해 후생유전학적 양상을 바꾸는 상당히 훌륭한 메커니즘을 의미한다. 다양한 화합물(약물, 식품, 환경)에 대한 노출로 인한 독성학적이고 후생유전학적인 변화를 포착하는 새로운 신흥 분야는 독성후생유전학이다. 이 분야에서는 히스톤 변형의 변화와 그에 따른 결과로 유전자 지도를 작성하는 것에 대한 관심이 높아지고 있다.
자외선, 이온화 방사선, 환경 독소, 대사 화학 물질로 인한 DNA 손상은 게놈 불안정성과 암을 유발할 수 있다. DNA 이중가닥이 모두 손상된 것(DSB)과 관련된 DNA 손상 반응은 부분적으로 히스톤 변형에 의해 매개된다. DSB에서 MRE11-RAD50-NBS1(MRN) 단백질 복합체는 히스톤 2A의 세린 129를 인산화하는 운동실조증 모세혈관 확장증 돌연변이(ATM) 카이네이스를 모집한다. DNA 손상 체크포인트 1의 매개자인 MDC1은 포스포펩타이드에 결합하고, H2AX의 인산화는 MRN-ATM 모집 및 인산화의 양성 피드백 고리에 의해 확산될 수 있다. TIP60은 γH2AX를 아세틸화한 다음 폴리유비퀴틸화한다. RAP80은 BRCA1-A의 하위 단위로, 히스톤에 부착된 유비퀴틴과 결합한다. BRCA1-A의 활성화는 G2/M 체크포인트에서 세포 주기를 정지시켜 DNA 복구 시간을 확보해주거나 세포사멸을 시작할 수 있다.